# Ліга американців українського походження
Ліга американців українського походження — заснована в Чикаго 1940 р. Ініціатори: Богдан Пелехович, Роман Смук, Мирослав Семенович, Іван Смук, Іван Дужанський, Тарас Шпікула, Филип Васильовський, Григор Симочко та ін.
Під час Другої світової війни ЛАУП допомогала в продажу воєнних бондів-облігацій (продано на 6 млн дол). Після війни допомогала ЗУАДК.
Ліга неперіодично видавала «Чикагські вісті». Опублікувала анг. мовою карту України накладом 50 тис. прим.
Довголітній президент ЛАУП — Іван Дужанський.
Перестала існувати після заснування сконсолідованого відділу УККА у 1974 році.